# Юхор
Юхор (ср. Јухор) е планина в Централна Сърбия, която се простира в посока север-юг. Спада към Родопската планинска система на Балканите. Ограничена е от Велика Морава на изток, Левоч на запад, Темнич на юг и Белица на север.